# Henning Schmitz
Henning Schmitz, född i 26 december 1953, tysk musiker. Han började jobba med det tyska bandet Kraftwerk 1978 som ljudtekniker och har sedan 1991 varit en av medlemmarna i bandet. Han är också medlem av bandet Monotone tillsammans med sin fru Sitara och Thorsten Vogel.
Han har studerat vid Musikhochschule Rheinland och vid FH Düsseldorf där han utbildade sig till ingenjör inom ljud- och bildteknologi.
Han har bland annat varit med och komponerat musik och skapat ljud för olika teaterstycken för radio vid WDR.
2002 gjorde han också en remix för Kim Wilde som kallades för "Born to be wild chillout mix".